# 李道豫
李道豫（1932年8月—），男，安徽合肥人，中华人民共和国外交官，為清末重臣李鴻章弟李鹤章的玄孙（即李鸿章的从玄孙）。

## 生平
1952年毕业于上海沪江大学，之后入中华人民共和国外交部工作。1952年至1983年，任中华人民共和国外交部国际司科员、副司长。1983年至1984年，任常驻日内瓦代表团副代表。1984年至1988年，任外交部国际司司长。1988年至1990年，任外交部部长助理。1990年至1993年，任常驻联合国代表、大使。1993年至1998年，任驻美国大使。1998年3月，第九届全国人大第一次会议上，他当选为全国人民代表大会常务委员会委员、全國人大華僑委員會副主任委员。2004年退休。
2019年9月17日，习近平签署主席令授予李道豫“外交工作杰出贡献者”国家荣誉称号。

## 家庭
李道豫妻子叶兆烈，生二子李晨曄、李方。孫子李樂衡。